# Abdelbaset al-Midžráhí
Abdelbaset al-Midžráhí (arabsky: عبد الباسط محمد علي المقرحي‎; * 1. dubna 1952 – 20. května 2012 ) byl důstojník libyjské tajné služby a šéf bezpečnosti letecké společnosti Libyan Arab Airlines. Midžráhí byl při soudním procesu ohledně atentátu na let Pan Am 103 odsouzen v Camp Zeist za 270násobnou vraždu na doživotí, které si odpykával ve vězení ve skotském městě Greenock. V roce 2008 byla Midžráhímu zjištěna rakovina prostaty. Dne 20. srpna 2009 byl propuštěn z vězení do rodné Libye kvůli svému smrtelnému onemocnění,  což připouští skotské právo. Rozhodnutí skotského parlamentu vyvolalo rozporuplné reakce hlavně ve Spojených státech. Ačkoliv skotská lékařská zpráva hovořila o smrtelném onemocnění s prognózou 3 měsíců zbývajícího života, vystoupil ještě 26. července 2011 v libyjské státní televizi, kde se zúčastnil prokaddáfiovské manifestace se členy svého kmene.